# Fricativa no-sibilante postalveolar sonora
La fricativa no-sibilante postalveolar sonora es un sonido consonántico. Como el Alfabeto Fonético Internacional no tiene símbolos separados para las consonantes postalveolares (el mismo símbolo se usa para todos los lugares de articulación coronal que no están palatalizados ), este sonido generalmente se transcribe ⟨ ɹ̠˔ ⟩ ( retraído constreñido [ɹ] ).

## Características
•Su modo de articulación es fricativo , lo que significa que se produce al contraer el flujo de aire a través de un canal estrecho en el punto de articulación, lo que provoca turbulencia . Sin embargo, no tiene la lengüeta acanalada y el flujo de aire dirigido, o las altas frecuencias de una sibilante.
•Su punto de articulación es postalveolar , lo que significa que se articula con la punta o la hoja de la lengua detrás de la cresta alveolar.
Su fonación es sonora, lo que significa que las cuerdas vocales vibran durante la articulación.
•Es una consonante oral , lo que significa que el aire solo puede escapar por la boca.
•Es una consonante central , lo que significa que se produce al dirigir la corriente de aire a lo largo del centro de la lengua, en lugar de hacia los lados.
•El mecanismo de la corriente de aire es pulmonar , lo que significa que se articula empujando el aire únicamente con los músculos intercostales y el diafragma , como en la mayoría de los sonidos.

## Aparece en
| Idioma     | Palabra | AFI     | Significado | Notas                                                                                                 |
| ---------- | ------- | ------- | ----------- | --- |
| neerlandés | meer    | [meːɹ̠˔] | 'lago'      | un raro post-vocalico alofono de /r/. la realizacion de /r/ varia considerablemente de los dialectos. |
| Manés      | mooar   | [muːɹ̠˔] | 'lago'      | en libres variaciones con otro alofono de /r/.                                                        |